# Грайдерер, Лукас
Лукас Грайдерер (нем. Lukas Greiderer, род. 8 июля 1993 года) — известный австрийский двоеборец, чемпион мира в командном спринте на чемпионате мира 2021 года. 

## Карьера
В Кубке мира Лукас Грайдерер дебютировал 20 января 2013 года в Зефельде, заняв 42 место. Первый подиум в карьере Грайдерера — 2 место на дистанции 10 км на этапе в немецком Шонахе 16.03.2019 года.
На дебютном чемпионате мира 2021 года в немецком Оберстдорфе Лукас Грайдерер стал чемпионом мира в командном спринте с Йоханнесом Лампартером и бронзовым призёром в эстафете, лучший индивидуальный результат — 8 место на нормальном трамплине. 